# Autostrada A9 (Włochy)
Autostrada A9 (Autostrada Jezior) (wł. Autostrada dei Laghi)  arteria komunikacyjna  w północnych Włoszech. Została oddana do ruchu w roku 1924 jako jedna z pierwszych włoskich autostrad. Łączy Mediolan ze Szwajcarią. A9 jest częścią szlaku komunikacyjnego E35 i ważnym tranzytowym połączeniem Włoch przez Alpy z północą Europy. Operatorem trasy jest spółka Autostrade per l’Italia